# Safety (defensive back)

I safety (FS e SS) nello schieramento dei defensive back (evidenziati in rosso).

La safety (abbreviato con S negli schemi di gioco) è un ruolo difensivo nelle squadre di football americano e football canadese. Fa parte dei defensive back e viene schierata generalmente tra le 10 e le 15 yard dietro la linea di scrimmage.
Nella formazione tipica sono presenti due varianti di questo ruolo: la free safety (FS) e la strong safety (SS).
I loro compiti dipendono dallo schema difensivo utilizzato ma, essendo l'ultima linea di difesa, le due safety devono essere placcatori cinici e determinati.

## Compito principale
Usando una metafora sportiva, nel football americano le safety sono l'equivalente del libero nel calcio: seguono lo sviluppo dell'attacco avversario da una posizione ottimale, arretrata, quindi decidono di intervenire a supporto dei compagni nei punti caldi dell'azione, ed è loro la responsabilità dell'intervento in extremis sugli attaccanti smarcati.
In particolare, la strong safety deve marcare il tight end quando questo è presente nell'attacco avversario e si sgancia dalla linea offensiva per correre una traccia e ricevere il pallone.

## Altri compiti
In alcune formazioni difensive speciali, il free safety si schiera più vicino alla linea di difesa e tenta il blitz, cioè la penetrazione della linea d'attacco per placcare il quarterback.
Per la loro caratteristica combinata di velocità di base e spiccata aggressività, le safety sono tra i giocatori prescelti per il ruolo di kick returner negli special team.

## Posizioni
A seconda delle caratteristiche fisico-atletiche e della posizione ricoperta in campo prima dello snap, esistono due specializzazioni di questo ruolo.

### Free safety
Abbreviato con FS, si trova generalmente nella posizione più lontana dalla linea di scrimmage ed è l'ultimo difensore. Il suo compito è quello di seguire i giochi di lancio della squadra avversaria e di coprire le falle dei compagni, oppure raddoppiare la marcatura sul ricevitore scelto dal quarterback; in alcune formazioni difensive speciali si schiera più vicino alla linea di difesa e tenta il blitz, cioè la penetrazione della linea d'attacco per placcare il QB.
Questo ruolo viene ricoperto da un giocatore di buona costituzione fisica, ma più veloce della strong safety.

### Strong safety
Abbreviato con SS, ha il compito di coprire il lato forte (strong side) dell'attacco, ovvero dove si dispone il tight end (generalmente nella parte sinistra della difesa): deve anzitutto seguire la traccia del tight end o, in assenza di questo, sorvegliare le tracce dei wide receiver; in subordine, deve essere pronto anche al placcaggio del running back.
Chi ricopre questo ruolo non eccelle in velocità, ma è più alto e robusto della free safety.

## Divisa
La divisa della safety è mediamente pesante, giusto equilibrio tra la necessità di proteggere il giocatore dagli urti nei frequenti contatti con gli avversari, e quella di lasciargli libertà nei movimenti.

### Numero di maglia
Nella NFL la safety può scegliere un numero da 20 a 49.
Nella NCAA la safety può vestire un numero qualsiasi da 1 a 99.